# Carstairs House
Carstairs House, également connue sous le nom de Monteith House, est une maison de campagne située à 1,5 kimomètres au sud-ouest de Carstairs South Lanarkshire, en Écosse. La maison est protégée au titre des bâtiments classés de catégorie A.

## Histoire
Carstairs House est conçue par l'architecte d'Édimbourg William Burn et construite pour le député Henry Monteith entre 1821 et 1823. Elle passe ensuite à son fils Robert Monteith, et à sa mort à Joseph Monteith, qui construit une centrale hydroélectrique à Jarviswood, à proximité, et le tramway de Carstairs House pour transporter les invités et la famille vers et depuis la gare de Carstairs. Il est acheté par James King, l'ancien Lord Provost de Glasgow en 1899.
En 1924, Carstairs House est acquise par l'archidiocèse catholique romain de Glasgow qui l'a choisi comme base pour l'institution St Charles pour les « enfants catholiques mentalement déficients ». Les enfants y arrivent en 1925. L'institution, dirigée par les Filles de la Charité de Saint Vincent de Paul ferme ses portes en 1983.
La maison ouvre à nouveau en tant que maison de retraite connue sous le nom de Monteith House (du nom de son propriétaire d'origine) en 1986 et, après une fermeture temporaire entre 2009 et 2011, a rouvert ses portes.